# Animal Genetics
Animal Genetics is een internationaal, aan collegiale toetsing onderworpen wetenschappelijk tijdschrift op het gebied van de veeteelt en genetica. De naam wordt in literatuurverwijzingen meestal afgekort tot Anim. Genet. Het wordt uitgegeven door Wiley-Blackwell namens de International Society for Animal Blood Group Research en verschijnt tweemaandelijks.